# Saotomea solida
Saotomea (Saotomea) solida là một loài ốc biển, là động vật thân mềm chân bụng sống ở biển trong họ Volutidae, họ ốc dừa.

## Miêu tả
The shell size is 160 mm

## Phân bố
Chúng phân bố ở biển dọc theo Nhật Bản.